# 上院落
上院落（じょういんおとし）は、埼玉県さいたま市岩槻区（慈恩寺地区）を流れる水路である。

## 概要
この上院落は古くは慈恩寺沼からの悪水を流下させるために整備された排水路である。この上院落は岩槻区慈恩寺地区の大字慈恩寺・大字表慈恩寺・大字小溝など、流域周辺からの農業排水を集めながら、幾分か蛇行しつつ農地の中を流下している。流域周辺は古隅田川周辺は新市街地となっているが、その他はほぼ農地となっている。かつては慈恩寺沼より直接流下していたが、今日では慈恩寺親水公園の西側を迂回するように流路が付け替えられ、慈恩寺沼とは沼の北西部にて接続している。古隅田川へと至る途中で古隅田川の旧堤防を樋管にて通過する。明治期の記録である「武蔵国郡村誌」には、「表慈恩寺村・小溝村の地を流れて古隅田川に入る」と記されている。なお、流路の詳細に関しては下記の流路節を参照されたい。

## 流路

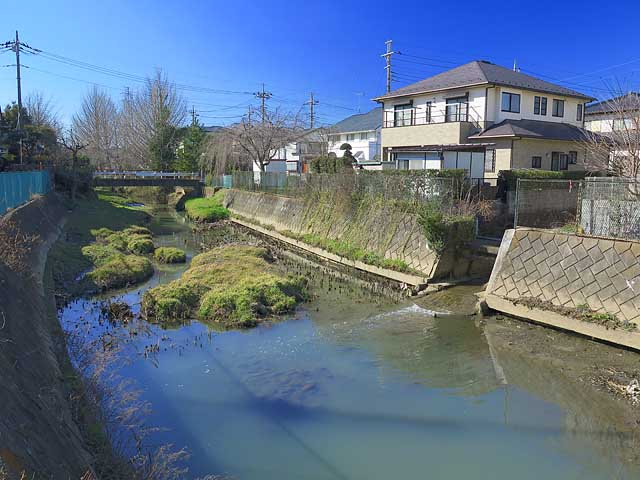
上院落と古隅田川の合流点

- 岩槻北部公民館の東側をほぼ南へ向かい流下し、慈恩寺沼と接続する。
- 大字慈恩寺の東部を慈恩寺親水公園の西側に沿うように南東へ流下する。
- 慈恩寺沼の南部にて南南西より流下してくる水路が流入し、慈恩寺親水公園の南端にて北より流下してくる水路が流入する。この付近より周辺は農地となる。
- 大字表慈恩寺の東部を南東へ向かい流下する。
- 大字小溝の南部を東へ向かい流下する。
- 新興住宅地の手前にて南西より暗渠にて流下してくる水路が流入する。
- 新興住宅地の中を流下し、春日部市南中曽根との境界にて古隅田川へと至り、合流（英語版）・終点となる。
- 終点：古隅田川

## 橋梁
- 新道橋（市道）

## 流域周辺の施設
- 慈恩寺親水公園（慈恩寺沼）
- 岩槻北部公民館
- 埼玉県立岩槻北陵高等学校
- 小林住宅
- バス公園
- 自治会館
- 春日部市立宮川小学校